# لیو یودونگ
لیو یودونگ (战神؛ زادهٔ ۲۳ اکتبر ۱۹۷۰) بازیکن بسکتبال اهل چین بود.
از باشگاه‌هایی که در آن بازی کرده‌است می‌توان به باشگاه بسکتبال بایی راکتس اشاره کرد.
وی در مسابقات کشوری و بین‌المللی در مجموع برندهٔ ۶ مدال طلا، ۱ مدال نقره، ۱ مدال برنز شده‌است.